# Astaxantina
A Astaxantina é um ceto-carotenóide, dentro de um grupo de compostos químicos conhecidos como carotenonas ou terpenos.
Ao contrário de outros carotenóides, não se converte em Vitamina A no corpo humano. O excesso de Vitamina A pode ser tóxico ao corpo humano, mas a Astaxantina não. Para além da função antioxidante, cerca de 10 vezes mais eficaz que outros carotenóides, apresenta propriedades anti-inflamatórias e proteção contra raios ultra-violeta. Tal como a cantaxantina (que em doses elevadas durante um longo período de tempo leva à formação de depósitos cristalinos na retina sem, no entanto, parecer interferir com as funções da retina) luteína e zeaxantina (que também levam à formação de depósitos cristalinos na retina), é um dos poucos carotenóides capazes de superar a barreira hematoencefálica de mamíferos, incluindo humanos, e, posteriormente, ultrapassar a segunda “proteção” da barreira hemato-retiniana até que ela se deposite na retina dos olhos (o licopeno e o beta-caroteno por exemplo não são capazes de ultrapassar a barreira retiniana). Comparada com outras formas de vitamina A, a astaxantina é um forte antioxidante, capaz de chegar “ao interior do olho”, onde pode exercer diretamente a sua ação.
Sendo um componente nutricional natural, a astaxantina pode também ser encontrado em suplementos alimentares. Como complemento, poderá ser usado para consumo humano e animal, sendo utilizado na aquacultura. A produção de astaxantina para suplementos alimentares poderá ser tanto de fonte natural, como sintética.